# Full Circle (Drowning Pool)
Full Circle è il terzo album studio del gruppo alternative metal Drowning Pool.

## L'album
È il primo album con il cantante Ryan McCombs, prima militante nei SOiL, che si è unito al gruppo dopo l'addio di Jason "Gong" Jones nel 2005. L'album è stato pubblicato il 7 agosto 2007 dalla Eleven Seven Records .
Questo è appunto il primo album con Ryan McCombs come cantante, ed è sicuramente molto differente dagli altri, poiché contiene molte più influenze hard rock e post-grunge nonché uno scream a differenza di Sinner e Desensitized che presentavano anche più parti cantate in Growl. Il primo singolo "Soldiers" è stato dedicato a tutti gli uomini e tutte le donne nell'esercito degli Stati Uniti.

## Tracce
1. Full Circle – 3:18
2. Enemy – 3:26
3. Shame – 3:10
4. Reborn – 4:09
5. Reason I'm Alive – 3:50
6. Soldiers – 3:31
7. Paralyzed – 3:42
8. Upside Down – 4:18
9. 37 Stitches – 3:50
10. No More – 4:35
11. Love X2 – 3:25
12. Duet – 3:21
13. Rebel Yell (cover di Billy Idol) – 4:22

Durata totale: 48:57

## Singoli
1. Soldiers - 3:31
2. Enemy - 3:26
3. 37 Stitches - 3:50
4. Shame - 3:10

## Formazione
- Ryan McCombs - voce
- C. J. Pierce - chitarra
- Stevie Benton - basso
- Mike Luce - batteria